# Mesobracon atripennis
Mesobracon atripennis är en stekelart som beskrevs av Szepligeti 1914. Mesobracon atripennis ingår i släktet Mesobracon och familjen bracksteklar. Inga underarter finns listade i Catalogue of Life.